# بژژنکی نووه
بژژنکی نووه (به لهستانی:  Brzezinki Nowe) یک روستا در لهستان است که در گمینا تچوو واقع شده‌است.